# کلان (ورزقان)
کلان روستایی در دهستان ازومدل جنوبی بخش مرکزی شهرستان ورزقان استان آذربایجان شرقی ایران است.

## جمعیت
بر پایه سرشماری عمومی نفوس و مسکن در سال ۱۳۹۵ جمعیت این روستا ۶۴ نفر (۲۴خانوار) بوده‌است.